# Zwierzęta objęte ochroną gatunkową w Polsce (1995–2001)
Zwierzęta objęte ochroną gatunkową w Polsce (1995–2001) – lista taksonów zwierząt, które zostały objęte ochroną gatunkową zgodnie z Rozporządzenie Ministra Ochrony Środowiska, Zasobów Naturalnych i Leśnictwa z dnia 6 stycznia 1995 r. w sprawie ochrony gatunkowej zwierząt. Lista ta zastąpiła poprzednią listę (z 1984) i obowiązywała od 1 kwietnia 1995 roku do 2 sierpnia 2001 roku. 15 listopada 2001 roku zastąpiła ją nowa lista z kolejnego rozporządzenia.

## Ochrona gatunkowa
Rozporządzenie ministra ochrony środowiska, zasobów naturalnych i leśnictwa z 6 stycznia 1995 roku obejmowało ścisłą ochroną gatunkową 125 taksonów zwierząt:

### Pijawki (Hirudinea)
- Pijawka lekarska (Hirudo medicinalis)

### Pająki (Araneae)
- Gryziele (Atypus) – wszystkie gatunki
- Poskocz krasny (Eresus niger)
- Skakun Philaeus chrysops
- Tygrzyk paskowany (Agryope bruennichi)

### Owady (Insecta)
- Straszka północna (Sympecma braueri)
- Żagnica zielona (Aeschna viridis)
- Gadziogłówka żółtonoga (Gomphus flavipes)
- Trzepla zielona (Ophiogomphus cecilia)
- Zalotka białoczelna (Leucorrhinia albifrons)
- Zalotka spłaszczona (Leucorrhinia caudalis)
- Zalotka większa (Leucorrhinia pectoralis)
- Modliszka zwyczajna (Mantis religiosa)
- Tęczniki (Calosoma) – wszystkie gatunki
- Biegacze (Carabus) – wszystkie gatunki
- Pachnica dębowa (Osmoderma eremita)
- Jelonek rogacz (Lucanus cervus)
- Wynurt (Ceruchus chrysomelinus)
- Sichrawa karpacka (Gaurotes excellens)
- Kozioróg dębosz (Cerambyx cerdo)
- Kozioróg bukowiec (Cerambyx scopoli)
- Nadobnica alpejska (Rosalia alpina)
- Mieniak strużnik (Aptura ilia)
- Mieniak tęczowiec (Aptura iris iris)
- Paź królowej (Papilio machaon)
- Paź żeglarz (Iphiclides podalirius)
- Niepylak apollo (Parnasius apollo)
- Niepylak mnemozyna (Parnasius mnemosyna)
- Przeplatka aurinia (Euphydryas aurinia)
- Strzępotek edypus (Coenonymha oedippus)
- Górówka sudecka (Erebia sudetica)
- Modraszek telejus (Maculinea teleius)
- Modraszek nausitous (Maculinea nausithous)
- Postojak wiesiołkowiec (Proserpinus proserpina)
- Zmierzchnica trupia główka (Acherontia atrops)
- Trzmiele (Bombus) – wszystkie gatunki

### Mięczaki (Mollusca)
- Ślimak żółtawy (Helix lutescens)
- Ślimak winniczek (Helix pomatia)
- Skójka perłorodna (Margaritifera margaritifera)
- Skójka malarska (Unio pictorum)
- Szczeżuja wielka (Anodonta cygnea)
- Szczeżuja spłaszczona (Anodonta complanata)

### Krąguste (Cyclostomata)
- Minóg morski (Petromyzon marinus)
- Minóg rzeczny (Lamperta fluviatilis) – w stadium larwalnego rozwoju w rzekach
- Minóg strumieniowy (Lamperta planeri)
- Minóg ukraiński (Eudontomyzon mariae)

### Ryby (Pisces)
- Jesiotr zachodni (Acipenser sturio)
- Parposz (Alosa fallax)
- Alosa (Alosa alosa)
- Łosoś (Salmo salar) – poza obszarem Morza Bałtyckiego, wód przymorskich, ujść rzecznych do Morza Bałtyckiego oraz rzek Drawy, Drwęcy i Wisły od Włocławka do ujścia
- Strzeble (Phoxinus) – wszystkie gatunki
- Kiełb Kesslera (Gobio kessleri)
- Kiełb białopłetwy (Gobio albipinnatus)
- Piekielnica (Alburnoides bipunctatus)
- Ciosa (Pelecus cultratus) – poza obszarem wód Zalewu Wiślanego
- Różanka (Rhodeus sericeus)
- Śliz (Nemachilus barbatulus)
- Koza (Cobitis taenia)
- Koza złotawa (Cobitis aurata)
- Piskorz (Misgurnus fossilis)
- Pocierniec (Spinachia spinachia)
- Iglicznia (Syngnathus typhle)
- Babka mała (Pomatoschistus minutus)
- Babka piaskowa (Pomatoschistus microps)
- Kur rogacz (Myoxocephalus quadricornis)
- Głowacz białopłetwy (Cottus poecilopus)
- Dennik (Liparis liparis)

### Płazy (Amphibia)
- Salamandra plamista (Salamandra salamandra)
- Traszki (Triturus) – wszystkie gatunki
- Kumaki (Bombina) – wszystkie gatunki
- Grzebiuszka ziemna (Patobates fuscus)
- Ropuchy (Bufo) – wszystkie gatunki
- Rzekotka drzewna (Hyla arborea)
- Żaby (Rana) – wszystkie gatunki przy czym: żaba jeziorkowa (Rana lessonae), żaba wodna (Rana esculenta) i żaba śmieszka (Rana ridibunda) tylko w okresie od 1 marca do 31 maja

### Gady (Reptilia)
- Żółw błotny (Emys orbicularis)
- Jaszczurki (Lacertilia) – wszystkie gatunki
- Węże (Serpentes) – wszystkie gatunki

### Ptaki (Aves)
- Nury (Gaviformes) – wszystkie gatunki
- Perkozy (Podicipediformes) – wszystkie gatunki
- Rurkonose (Procellariiformes) – wszystkie gatunki
- Pełnopłetwe (Pelecaniformes) – wszystkie gatunki, z wyjątkiem kormorana czarnego (Phalacrocorax carbo), bytując na obszarze stawów rybnych, uznanych za obręby hodowlane w rozumieniu ustawy o rybactwie śródlądowym, od dnia 15 sierpnia do odlotu.
- Brodzące (Ciconiiformes) – wszystkie gatunki, z wyjątkiem czapli siwej (Ardea cinerea)
- Blaszkodziobe (Anseriformes) – wszystkie gatunki, z wyjątkiem kaczek: krzyżówki (Anas platyrhynchos), cyraneczki (Anas crecca), głowienki (Aythya ferina), czernicy (Aythya fuligula) i gęsi: gęgawy (Anser anser), zbożowej (Anser fabalis), białoczelnej (Anser albifrons)
- Jastrzębiowe (Accipitriformes) – wszystkie gatunki
- Sokoły (Falconiformes) – wszystkie gatunki
- Żurawiowe (Gruiformes) – wszystkie gatunki, z wyjątkiem łyski (Fulica atra)
- Siewkowce (Charadrii) – wszystkie gatunki, z wyjątkiem słonki (Scolopax rusticola)
- Mewowce (Larii) – wszystkie gatunki
- Alkowce (Alcae) – wszystkie gatunki
- Kuraki (Galliformes) – wszystkie gatunki, z wyjątkiem kuropatwy (Perdix perdix), bażanta (Phasianus colchicus), jarząbka (Tetrastes bonasia)
- Gołębiowe (Columbiformes) – wszystkie gatunki, z wyjątkiem gołębia grzywacza (Columba palumbus) i miejskiej formy gołębia skalnego (Columba livia domestica)
- Kukułka (Cunulus canorus)
- Lelek kozodój (Caprimulgus europaeus)
- Sowy (Strigiformes) – wszystkie gatunki
- Jerzyk (Apus apus)
- Kraskowe (Coraciiformes) – wszystkie gatunki
- Dzięcioły (Piciformes) – wszystkie gatunki
- Wróblowe (Passeriformes) – wszystkie gatunki, przy czym: sroka (Pica pica), wrona siwa (Corvus corone cornix) i gawron (Corvus frugileus) tylko w okresie od dnia 15 marca do dnia 30 czerwca

### Ssaki (Mammalia)
- Jeże (Erinaceus)  – wszystkie gatunki
- Kret (Talpa europaea)  – poza zamkniętymi ogrodami, szkółkami i lotniskami
- Ryjówkowate (Sorcidae) – wszystkie gatunki
- Rząd nietoperzy (Chiroptera) – wszystkie gatunki
- Zając bielak (Lepus timidus)
- Wiewiórka (Sciurus vulgaris)
- Świstak tatrzański (Marmota marmota)
- Susły (Spermophilus) – wszystkie gatunki
- Bóbr europejski (Castor fiber)
- Smużka (Sicista betulina)
- Popielicowate (Gliridae) – wszystkie gatunki
- Chomik europejski (Cricetus cricetus)
- Darniówka tatrzańska (Pitymys tatricus)
- Nornik śnieżny (Mycotus nivalis)
- Rząd waleni (Cetacea) – wszystkie gatunki
- Niedźwiedź (Ursus arctos)
- Wilk (Canis lupus) – z wyjątkiem występującego w województwach krośnieńskim, przemyskim i suwalskim
- Wydra (Lutra lutra)
- Gronostaj (Mustela erminea)
- Łasica (Mustela nivalis)
- Tchórz stepowy (Mustela eversmanni)
- Norka europejska (Mustela lutreola)
- Żbik (Felis silvestris)
- Ryś (Felis lynx)
- Rząd płetwonogich (Pinnipedia) – wszystkie gatunki
- Kozica (Rupicapra rupicapra)
- Żubr (Bison bonsanus)

## Ochrona stanowisk
Rozporządzenie ministra ochrony środowiska, zasobów naturalnych i leśnictwa z 6 stycznia 1995 roku obejmowało ochroną stanowiska 19 gatunków zwierząt:
- Orzeł bielik (Haliaetus albicilla)
- Orzeł przedni (Aquilla chrysaetos)
- Rybołów (Pandion haliaetus)
- Orlik krzykliwy (Aquilla pomarina)
- Orlik grubodzioby (Aquilla clanga)
- Gadożer (Circaetus gallicus)
- Orzełek włochaty (Aquilla penneta)
- Sokół wędrowny (Falco peregrinus)
- Kania ruda (Milvus milvus)
- Kania czarna (Milvus migrans)
- Cietrzew (Tetrao tetrix)
- Głuszec (Tetrao urogallus)
- Puchacz (Bubo bubo)
- Bocian czarny (Ciconia nigra)
- Kulon (Burhinus oedicnemus)
- Kraska (Coracias garrulus)
- Żołna (Merops apiaster)
- Żółw błotny (Emys orbicularis)
- Wąż Eskulapa (Elaphe longissima)